# Kabelwerk Wien-Meidling
Das Kabelwerk von Wien-Meidling war ein Standort der Kabel und Drahtwerke AG in der Oswaldgasse in Altmannsdorf im 12. Wiener Gemeindebezirk Meidling. Nach der Übernahme durch Siemens wurde die Produktion im Jahre 1997 geschlossen. Nach einer temporären kulturellen Nutzung erfolgte ab 2001 der Bau eines neuen Stadtteils, in dem nun etwa 3500 Personen wohnen. Des Weiteren gibt es ein Kulturzentrum („Palais Kabelwerk“) sowie ca. 30 Gewerbebetriebe.
Das Kabelwerk-Areal umfasst etwa 68.000 Quadratmeter Grundfläche.

## Planungen
Auf Initiative des Europaparlamentariers Hannes Swoboda wurde das Meidlinger Grundstück nach der Stilllegung der Produktion als Stadtentwicklungsprojekt vorgesehen. Mit der sogenannten 'Stadt 2000' sollte die künftige Gestaltung des ehemaligen Fabrikgeländes in Wohngebiet, Freiräumen und – erstmals in einem Planungsprozess – Kultur zeitgerecht gestaltet werden. Einen europaweit ausgeschriebenen städtebaulichen Ideenwettbewerb gewannen das Team rainer pirker architeXture, Wien, und Florian Haydn, Wien. 
Da abzusehen war, dass zwischen Fabrikschließung und Beginn der Bebauung noch einige Zeit vergehen würde, beschloss man, die Hallen und Betriebsgebäude zwischenzeitlich mit kulturellen Nutzern zu besiedeln. Sie sollten, gemeinsam mit den Anrainern und zeitgenössischen Kulturschaffenden, den Standort beleben. Als Standortbetreiber und quasi als ein Motor während der Phase der Projektentwicklung für die künftige Stadt 2000 wurde eine Betreibergruppe ausgewählt. Man wollte in diese Gruppe Persönlichkeiten holen, die sowohl im soziokulturellen als auch im künstlerischen Handlungsfeld stadtspezifische Erfahrungen in unterschiedlichsten Formaten gesammelt hatten.

## Projekte und Aktionen
Neben vorübergehenden Kunstpräsentationen unterschiedlicher Art, die von Modern Dance über zeitgenössisches Theater, Medienexperimenten und sogenannter Stadtteilkultur, Performances und Ausstellungen etc. reichten, wurden auch dauerhafte Projekte etabliert. Gemeinsam mit dem ständigen Workshopatelier für die Aktivisten der Wiener Graffiti Union gibt es Band- und Theaterproberäume am Areal und ein Computerhilfsprojekt für Afrika.
- Eine Besonderheit stellt das künstlerische Keramikprojekt dar. Unter dem Namen Rakumania entstand eine von den Anrainern entwickelte Initiative, die in den Hallen selbst Werkstätten betreibt, Workshops für Kinder und Erwachsene durchführt und nach einer internationalen personellen Ausweitung einen sogenannten Anagama-Brennofen erstmals in einem urbanen Umfeld baute. Neben Ausstellungen werden auch internationale Symposien abgehalten.
- Mit dem 'Stadt-Filmfestival mov-cities' gelang es, etwa 15.000 Besucher nach Meidling zu bringen. Karl Welunschek produzierte Werner Schwabs „Volksvernichtung“ sechs Wochen lang vor ausverkauftem Haus.
- Mit der Visionale 2000 (einer Messe der Initiativen) nahmen 520 Mitarbeiter der Projektgruppen an einer Veranstaltung mit 2500 Besuchern teil. Hubert Kramar inszenierte Samuel Becketts Warten auf Godot mit Andreas Vitasek, I Stangl, Karl Ferdinand Kratzl und Hannes Lengauer.
- Der ORF wurde zum Kooperationspartner des Projektes. 36.000 Besucher waren bei Mama und Co. Die ORF-Radionight, das Max-Mobil und das UPC-Telekabel-Event traten auf.
- Daneben war Hubsi Kramars Hamlet-Inszenierung zu sehen, das 'Hotel Europa' der Wiener Festwochen sowie 'Die Präsidentinnen' von Werner Schwab in der Inszenierung von Moiser und seiner Truppe. Das Wozzeck-Theater gastierte mit einer Nietzsche-Inszenierung im Kabelwerk, das 'Teater-Nor' aus Norwegen gab zwei Gastspiele. Auch die Faust-Inszenierung von Peter Stein gastierte im Kabelwerk.
- Das sirene Operntheater brachte 2013 Gernot Schedlbergers Grosse Oper "MarieLuise" im Palais Kabelwerk zur Uraufführung und spielte dort auch vier Operellen unter dem Titel "Gäste" im Rahmen von Wien Modern.
- Florian Drexler brachte 2012 "XXX - too sexy too fail" im Palais Kabelwerk zur Uraufführung und produzierte ebendort auch das Stück „Schopenhauers Tipp“ von Manuel Werner Bräuer.
- Das Kabelwerk bot auch der Jugendkultur einen Ort. Zum Lay Up-Hip Hop Jam kamen 30 Breakdanceformationen aus ganz Europa, 60 Graffitiwriter (darunter T-Kid). Hinzu kamen viele Clubbings, darunter auch die größte LAN-Party Europas mit 1060 PCs online und weit über 3000 Besuchern beim 72-Stunden-Nonstop. Künstlerische Experimente wurden von der Ranson Corporation aus New York City in der Halle 5 in Szene gesetzt.

Schließlich wurden noch viele Veranstaltungen mit Politikern und Stadtbewohnern abgehalten, darunter mehrere in der Reihe der Vision-2010-Meidling-Gespräche.

## Projektende
Der Bezirk forderte, den Betrieb weiterzuführen. Zumindest entlang der Oswaldgasse sollten bestehende Gebäude für künstlerische und kommunikative Aktivitäten weiter genutzt werden können. In einer ersten Phase der Umwidmung des ehemaligen Industrieareals zum Bauland hat der Bezirk unter Berücksichtigung einer öffentlichen Nutzung des genannten Bereichs an der Oswaldgasse zugestimmt. 2002/2003 wurden Teile der Anlage abgerissen, 2004 mit dem Wohnungsbau begonnen. Seit 2005 wurde ein Bauteil nach dem anderen an die Bewohner übergeben. Entlang der Oswaldgasse erfolgte die Errichtung des Kulturzentrums „Palais Kabelwerk“, welches 2009 fertiggestellt wurde. Seit der Saison 2023/24 ist die Spielstätte am Kabelwerk unter der künstlerischen Leitung von Esther Holland-Merten und firmiert unter dem Namen Theater am Werk. Zudem begann man mit der Errichtung eines Geriatriezentrums, welches 2011 seinen Betrieb aufgenommen hat.
Eine Parkanlage zwischen dem Kabelwerk und der Trasse der U-Bahn-Linie U6 wurde 2011 nach Miep Gies (geboren in Wien als Hermine Santrouschitz, 1909–2010), der wichtigsten Helferin der in Amsterdam untergetauchten und durch ihr Tagebuch weltweit bekannt gewordenen Anne Frank, benannt.